# Степной (Забайкальский край)
Степной — посёлок в Забайкальском районе Забайкальского края России. Административный центр и единственный населённый пункт сельского поселения «Степное».

## География
Посёлок находится в северо-восточной части района, к западу от автодороги 76К-014, на расстоянии примерно 39 километров (по прямой) к северо-северо-востоку (NNE) от посёлка городского типа Забайкальск. Абсолютная высота — 759 метров над уровнем моря.
Климат
Климат характеризуется как резко континентальный с продолжительной морозной и малоснежной зимой и тёплым засушливым летом. Средняя температура воздуха самого холодного месяца (января) составляет от −28 °C до −29 °C; средняя температура самого тёплого месяца (июля) — 18 — 21 °C. Среднегодовое количество атмосферных осадков составляет 220—260 мм.
Часовой пояс
Посёлок Степной находится в часовой зоне МСК+6. Смещение применяемого времени относительно UTC составляет +9:00.

## История
Основан в 1964 году.

## Население
| 2010 | 2012 | 2013 | 2014 | 2015 | 2016 | 2017 |
| ---- | ---- | ---- | ---- | ---- | ---- | ---- |
| 559  | ↘536 | ↘516 | ↘494 | ↘472 | ↘460 | ↘445 |
| 2018 | 2019 | 2020 | 2021 |      |      |      |
| ↘438 | ↘415 | ↘385 | ↘332 |      |      |      |

Половой состав
По данным Всероссийской переписи населения 2010 года в гендерной структуре населения мужчины составляли 49,9 %, женщины — соответственно 50,1 %.
Национальный состав
Согласно результатам переписи 2002 года, в национальной структуре населения русские составляли 87 % из 758 чел.

## Улицы
Уличная сеть посёлка состоит из семи улиц.